# Rijksbeschermd gezicht Goedereede
Gezicht Goedereede is een van rijkswege beschermd dorpsgezicht in Goedereede in de Nederlandse provincie Zuid-Holland. De procedure voor aanwijzing werd gestart op 14 september 1970. Het gebied werd op 27 november 1972 definitief aangewezen. Het beschermd gezicht beslaat een oppervlakte van 13,3 hectare.
Panden die binnen een beschermd gezicht vallen krijgen niet automatisch de status van beschermd monument. Wel zal de gemeente het bestemmingsplan aanpassen om nieuwe ontwikkelingen in het gebied te reguleren. De gezichtsbescherming richt zich op de stedenbouwkundige en cultuurhistorische waardering van een gebied en wil het toekomstig functioneren daarvan veiligstellen.